# Caracal (Romania)
Caracal (pronunciació en romanès: [kaˈrakal]) és una ciutat del comtat d'Olt, Romania, situada a la històrica regió d'Oltènia, a les planes situades a la part baixa dels rius Jiu i Olt.
Les planes de la regió són ben conegudes per la seva especialitat agrícola en el cultiu de cereals i, al llarg dels segles, Caracal ha estat el centre comercial de la producció agrícola de la regió. Caracal té una població aproximada de 31.000 habitants i és la segona ciutat més gran de la regió.

## Etimologia
Si bé els historiadors del segle xix pensaven que el nom de Caracal estava relacionat amb l'emperador romà Caracalla, l'etimologia acceptada actual és que el nom de la ciutat deriva de la llengua cumana kara kale que significa "fortalesa negra" (kara, que significa "negre", i kal, ja sigui del turc kale, o de l'àrab qal'at, que significaven fortalesa).

## Història
Al final del segle xix i la primera meitat del segle xx, Caracal va experimentar un important creixement i la regió es va convertir en una de les regions agrícoles més importants de Romania. Caracal era la capital d'aquesta regió i seu del comtat de Romanați. La Segona Guerra Mundial i el règim comunista van portar canvis a aquesta regió i a la ciutat de Caracal. Durant la Segona Guerra Mundial es va situar un camp de concentració nazi a prop de la ciutat. El govern comunista, que va desestablir el comtat de Romanați, va instituir plans d’industrialització i Caracal va experimentar un continu creixement econòmic mitjançant l'establiment de plantes industrials al sector de la indústria tèxtil.
La ciutat va experimentar canvis importants després que el règim de Nicolae Ceaușescu fou derrocat per la revolució de desembre de 1989, amb moltes fàbriques col·lapsades per l'èxit de l'economia de mercat.

## Fills il·lustres
- Gheorghe Argeșanu
- Marius Bunescu
- Virgili Carianopol
- Dan Diaconescu
- Aurelian Titu Dumitrescu
- Iancu Jianu
- Haralamb Lecca
- Radu Șerban
- Marius Tucă